# Tour de Flandes 1940
El Tour de Flandes 1940 es la 24.ª edición del Tour de Flandes. La carrera se disputó el 31 de marzo de 1940, con inicio en Gante  y final en Wetteren después de un recorrido de 211 kilómetros. 
El vencedor final fue el belga Achiel Buysse, que se impuso en solitario en la llegada a Wetteren. Los también belgas Georges Christiaens y Briek Schotte fueron segundo y tercero respectivamente.

## Clasificación final
|    | Ciclista              | Equipo             | Tiempo     |
| -- | --------------------- | ------------------ | ---------- |
| 1  | Achiel Buysse         | Dilecta-Wolber     | 6h 02' 00" |
| 2  | Georges Christiaens   | Helyett-Hutchinson | + 20"      |
| 3  | Briek Schotte         | Groene Leeuw       | + 20"      |
| 4  | Albert Hendrickx      | Labor              | + 1' 15"   |
| 5  | Jan Staeren           | Labor              | + 4' 15"   |
| 6  | Armand Gilles         | Alcyon-Dunlop      | + 4' 30"   |
| 7  | Albert Dubuisson      | Helyett-Hutchinson | + 4' 35"   |
| 8  | Petrus van Teemsche   |                    | + 4' 35"   |
| 9  | Albert van Wesemael   |                    | + 4' 35"   |
| 10 | Cyriel van Overberghe | Pelissier          | + 4' 35"   |